# Усеркара
Усеркара — давньоєгипетський фараон з VI династії.

## Життєпис
Його ім'я міститься лише в Абідоському царському списку, висіченому на стені храму Сеті I в Абідосі, де воно розташовано між іменами засновника VI династії Теті II та його сина Пепі I. Туринський царський папірус не зберіг імен царів VI династії.
Ані Саккарський список, ані автори, що цитували Манефона, не згадували імені Усеркари. Зрештою, про нього жодного слова не згадав у своєму написі вельможа Уна, який жив за перших фараонів VI династії, хоч у тому ж написі йшлось про фараонів Теті II, Пепі I та Меренру I.
Достовірних пам'ятників його правління не знайдено, хоча йому приписують близько десятку дрібних предметів, майже всі з яких — циліндричні печатки. Притому на всіх пам'ятниках ім'я Усеркари серйозно пошкоджено й відновлюється лише припустимо. Таке ж ім'я мав ще один цар, а саме Хенджер Усеркара з XIII династії та, можливо, що саме йому слід приписати ті артефакти. Імовірно, що Усеркара — лише тронне ім'я Теті II, що помилково було виведено в Абідоському списку як окреме ім'я фараона в окремий царський картуш.
На користь існування Усеркари може свідчити напівстертий перелік фараонів VI династії й результатів щорічного перепису худоби, виявлений на кришці базальтового саркофагу Анхесенпепі I — дружини фараона Пепі I. По суті ті написи є ніби продовженням хроніки Палермського каменю. Ті написи нещодавно було реконструйовано та прочитано. Звідти випливає, що фараон Усеркара дійсно існував та правив близько 2 — 4 років.
Жодна з виявлених пірамід не ідентифікується з іменем Усеркари. Можливо, він навіть і не починав роботи через коротко тривалість свого правління.